# Wilhelm Steudel

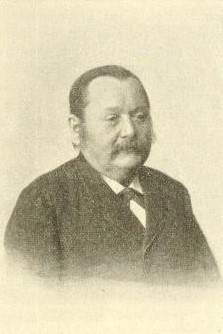
Wilhelm Steudel (1829–1903)

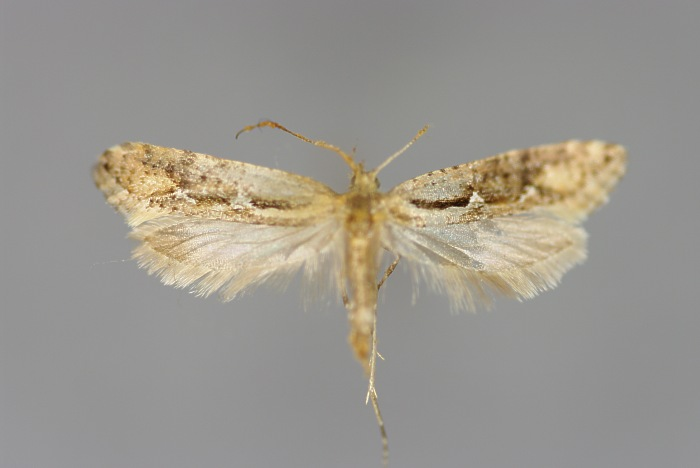
Rhigognostis incarnatella (Steudel, 1873)

Wilhelm Steudel (* 4. April 1829 in Oberurbach; † 23. Juli 1903 in Stuttgart) war ein deutscher Mediziner und Entomologe. 

## Leben
Wilhelm Steudel war der Sohn des Pfarrers Joseph Albrecht Steudel, der bereits um 1834 als Dekan in Brackenheim verstarb. Der Arzt und Botaniker Ernst Gottlieb von Steudel war sein Onkel.
Wilhelm Steudel, der noch 5 Geschwister hatte, wuchs nach dem frühen Tod seines Vaters bei der Pflegefamilie Ludwig Uhland in Tübingen auf, besuchte das Tübinger Lyzeum und bezog 1848 die Eberhard Karls Universität Tübingen zum Studium der Medizin. Nach weiteren Studienaufenthalten in Würzburg, Prag, Wien und Paris wurde er zum Dr. der Medizin promoviert und wirkte ab 1855 als Oberamtswundarzt in Böblingen. 1862 zog die Familie nach Kochendorf, wo es ihm 1869 gelang, die Stadtdirektionswundarztstelle von Stuttgart zu besetzen, die er in der Folge bis zum Jahr 1899 ausfüllte. Im Jahr 1888 wurde Wilhelm Steudel zum Sanitätsrat ernannt.
Auf Anregung des Politikers und Entomologen Carl von Heyden begann Wilhelm Steudel sich etwa ab dem Jahr 1860 wissenschaftlich mit Schmetterlingen zu beschäftigen. Er legte umfangreiche eigene Sammlungen an, beteiligte aber auch regelmäßig die Sammlung des Vereins für vaterländische Naturkunde mit umfangreichem Sammlungsmaterial.  Er ist der Erstbeschreiber von Plutella incarnatella Steudel, 1873, einem Schmetterling aus der Familie der Schleier- und Halbmotten (Plutellidae), der aktuell nach einem Wechsel der Gattungszuordnung dem Taxon Rhigognostis incarnatella (Steudel, 1873) zugeordnet wird.
Wilhelm Steudel war Mitglied im 1837 gegründeten Entomologischen Verein zu Stettin, wurde 1859 Mitglied im Verein für vaterländische Naturkunde in Württemberg und war Gründungsmitglied, Vorsitzender und zuletzt Ehrenvorsitzender vom Stuttgarter Entomologischen Verein.
Am 11. September 1884 wurde er unter der Präsidentschaft des Physikers Hermann Knoblauch in der Sektion Zoologie und Anatomie unter der Matrikel-Nr. 2494 als Mitglied in die Kaiserliche Leopoldino-Carolinische Deutsche Akademie der Naturforscher aufgenommen.
Seine umfangreiche Kleinschmetterlingsammlung ging nach seinem Tod in das Eigentum des Königlichen Naturalienkabinetts in Stuttgart über. Die Exoten seiner Großschmetterlinge wurden in die Sammlung des Berliner Museums für Naturkunde aufgenommen.
Er war mit Marie Caroline, geborene Walther, der Tochter eines Böblinger Oberamtsmannes, verheiratet. Das Ehepaar hatte 3 Söhne, wovon einer verstarb, und 1 Tochter.

## Schriften
- Eine neue Plutella. In: Entomologische Zeitung Stettin, 34, 1873, S. 340–342 (Digitalisat)
- mit Ernst August Hofmann: Verzeichniss württembergischer Kleinschmetterlinge. In: Jahreshefte des Vereins für vaterländische Naturkunde in Württemberg, 38, 1882, S. 143–262 (Digitalisat)